# Ньюфейн (Нью-Йорк)
Ньюфейн (англ. Newfane) — місто (англ. town) в США, в окрузі Ніагара штату Нью-Йорк. Населення — 9304 особи (2020).

## Демографія
Згідно з переписом 2010 року, у місті мешкало 9666 осіб у 3798 домогосподарствах у складі 2673 родин. Було 4207 помешкань
Расовий склад населення:
| - 96,3 % — білих - 0,8 % — чорних або афроамериканців - 0,5 % — корінних американців - 0,4 % — азіатів - 0,1 % — вихідців з тихоокеанських островів |

До двох чи більше рас належало 1,4 %. Частка іспаномовних становила 1,7 % від усіх жителів.
За віковим діапазоном населення розподілялося таким чином: 22,7 % — особи молодші 18 років, 60,6 % — особи у віці 18—64 років, 16,7 % — особи у віці 65 років та старші. Медіана віку мешканця становила 43,3 року. На 100 осіб жіночої статі у місті припадало 96,4 чоловіків;  на 100 жінок у віці від 18 років та старших — 93,6 чоловіків також старших 18 років.
Середній дохід на одне домашнє господарство  становив 66 751 долар США (медіана — 54 234), а середній дохід на одну сім'ю — 75 439 доларів (медіана — 65 149). Медіана доходів становила 55 071 долар для чоловіків та 41 270 доларів для жінок. За межею бідності перебувало 9,5 % осіб, у тому числі 15,7 % дітей у віці до 18 років та 6,6 % осіб у віці 65 років та старших.
Цивільне працевлаштоване населення становило 4474 особи. Основні галузі зайнятості: освіта, охорона здоров'я та соціальна допомога — 24,8 %, виробництво — 18,1 %, роздрібна торгівля — 10,1 %, науковці, спеціалісти, менеджери — 8,4 %.